# Nathan Chapman
Nathan Ross Chapman (Base Andrews, 23 de abril de 1970 - Gardez, 4 de enero de 2002) fue Sargento de Primera Clase del Ejército de los Estados Unidos con el 1er Grupo de Fuerzas Especiales. Fue el primer soldado estadounidense en morir en combate en la Guerra de Afganistán.

## Primeros años
Hijo de Wilbur y Lynn Chapman, Chapman nació en la Base de la Fuerza Aérea Andrews, donde su padre estaba destinado en ese momento. Chapman creció en una variedad de ciudades de los Estados Unidos, pero nombró a su ciudad natal como San Antonio, Texas cuando se unió al ejército a la edad de 18 años. Nunca había vivido en San Antonio, pero allí vivían sus abuelos.

## Carrera profesional
La carrera militar de Chapman duró 13 años e incluyó el servicio de combate en Haití, Panamá y la Guerra del Golfo Pérsico. En 1989, se lanzó en paracaídas a Panamá como parte de la Invasión estadounidense de Panamá durante la Operación Causa Justa. También sirvió en la Operación Tormenta del Desierto y luego asistió a la Escuela de Fuerzas Especiales del Ejército en Fort Bragg, Carolina del Norte.
Fue asignado al 1er Grupo de Fuerzas Especiales después de los ataques del 11 de septiembre, Chapman estaba dirigiendo los movimientos de tropas desde la parte trasera de un camión en Afganistán, cuando le dispararon. No murió instantáneamente por el ataque, en el que también resultó herido un oficial de operaciones paramilitares de la CIA. Aunque originalmente se denominó "emboscada", los militares se abstuvieron de utilizar el término.
Fue galardonado póstumamente con el Corazón Púrpura y la Estrella de Bronce. La base de operaciones avanzada Chapman fue nombrada en honor a SFC Chapman.
Hay un sendero conmemorativo de Nathan Chapman en Pierce, Washington. El 11 de septiembre de 2006, se develó una estatua en su honor en Georgetown, Texas.
El 18 de mayo de 2015, la CIA reconoció que Chapman había sido miembro de lo que la CIA llamó Team Hotel: una unidad de seis hombres compuesta por tres soldados de las Fuerzas Especiales, dos oficiales paramilitares de la CIA y un contratista. La CIA reveló una estrella en su muro conmemorativo en su honor.

## Vida personal
Chapman, su esposa Renae y sus dos hijos vivían en Puyallup, Washington. Fue enterrado en el cementerio nacional de Tahoma en Kent, Washington.